# IR-Klasse WAM-4
Die WAM-4 ist eine Elektrolokomotive der Indian Railways für den Betrieb mit 25-kV-Wechselstrom mit einer Frequenz von 50 Hz, die 1970 von Chittaranjan Locomotive Works (CLW) entwickelt wurde. Die Bezeichnung der Baureihe setzt sich aus W für wide ‚Breitspur‘, A für alternating current ‚Wechselstrom‘ und mixed ‚Universallokomotive für Güter- und Personenverkehr‘ zusammen. Hinter dem Bindestrich folgt eine 4, um die 4. Generation der WAM-Lokomotiven zu kennzeichnen. Zwischen 1978 und 1983 wurden bei den CLW insgesamt 500 WAM-4 gebaut, was sie bis zu ihrem Nachfolger, der WAG-5, zur meistgebauten Baureihe indischer Elektrolokomotiven machte.
Die WAM-4 ist eine der erfolgreichsten Lokomotiven der Indian Railways und wird seit 50 Jahren eingesetzt. Die Lokomotive war die Basis für einige andere Baureihen wie die WCAM-1, die WAG-5A, die WCG-2 und einige WAP-Modelle. Mit dem Aufkommen der Lokomotiven mit Drehstromantrieb der Baureihen WAP-5 und WAP-7 wurden die WAM-4 nur noch für die Beförderung untergeordneter Personenzüge genutzt, bevor sie ab 2005 außer Dienst gestellt wurden.

## Geschichte
Anfang der 1970er-Jahre wurde das Ziel gesetzt, eine Lokomotive in Indien zu entwickeln, welche die Mängel der früheren Baureihen WAM-1 und WAM-2/3 beseitigt. Die Baureihe WAM-1 bewährte sich nicht, da einige ihrer damals fortschrittlichen Konstruktionsmerkmale für indische Verhältnisse ungeeignet waren. Gleichzeitig mussten hohe Stückzahlen hergestellt werden, um den Dampfbetrieb bis 1990 einstellen zu können. In diesen Jahren wurden jährlich beinahe 1000 km Strecken elektrifiziert, sodass ein großer Bedarf an Elektrolokomotiven bestand. Die WAM-4 war die erste vollständig in Indien entwickelte Elektrolokomotive.
Die Ingenieure der Research Design and Standards Organization (RDSO), der Forschungs- und Entwicklungsabteilung von Indian Railways, und der CLW entschieden sich für eine Lokomotive mit folgenden Eckpunkten:
- Asymmetrische dreiachsigen ALCo-Drehgestelle, wie sie bei der WDM-2 eingesetzt werden anstelle der zweiachsigen Drehgestelle der früheren WAM-Baureihen. Die Lokomotive sollte dadurch eine bessere Traktion gegenüber der Vorgängerbaureihen erhalten
- Gleichrichter mit Silizium-Dioden
- Steuerung der Fahrmotoren durch Umgruppieren und Anwendung der Feldschwächung
- Komponenten der Hilfsantriebe mehrheitlich von indischen Herstellern: Luftpresser von Westinghouse und Kirloskar, Lüfter von SF India und Vakuumpumpen des englischen Herstellers Northey
- Druckluftbremsen und Widerstandsbremse für die Lokomotive kombiniert mit Saugluftbremse für den Zug
- Mehrfachtraktion von bis zu vier Einheiten.

Die Produktion der WAM-4 begann 1970 mit der Nummer 20400. In 13 Jahren wurden 500 WAM-4 gebaut, wobei die Nummer 21399 mit dem Namen Anant die letzte war. Die erfolgreiche Baureihe war den indischen Verhältnissen angepasst, sehr robust und einfach zu warten.

## Technik
Von den Stromabnehmern wurde der Strom über einen Drucklufthauptschalter dem Transformator zugeführt. Dieser bestand aus einem Autotransformator, dessen Ausgangsspannung mit einem Hochspannungsstufenwähler verändert werden konnte und einem galvanisch getrennten Transformator mit festem Übersetzungsverhältnis, die beide auf demselben Eisenkern in einem Öltank montiert waren. Der Ausgangsstrom des Transformators wurde den beiden Gleichrichterblöcken zugeführt, die den Wechselstrom in Gleichstrom umwandelten. Dieser wurde über Glättungsdrosseln, Wende- und Gruppierschalter den sechs Fahrmotoren zugeführt.
Durch die Gruppierung der Fahrmotoren entstand eine zusätzliche Möglichkeit, Drehzahl und Drehmoment der Fahrmotoren zu regeln. Bei der ursprünglichen Ausführung der WAM-4 waren die sechs Fahrmotoren so verschaltet, dass in den Schaltstufen 1 bis 14 alle Motoren in Reihe geschaltet waren, in den Fahrstufen 15 bis 21 drei Fahrmotoren in Reihenschaltung gruppiert und die beiden Fahrmotorgruppen zueinander parallel geschaltet waren und in den Fahrstufen 22 bis 30 waren drei Gruppen zu zwei in Serie geschalteten Fahrmotoren parallel zueinander geschaltet. Die gleichen Gruppierungen wurden auch bei den WCAM-Baureihen angewandt.
Die Gruppen der Motoren waren so geschaltet, dass der Schaltungsaufwand möglichst gering war und die Motoren möglichst gleichmäßig belastet waren:
- Reihenschaltung beim Anfahren: (Plus)–Motor 1–Motor 4–Motor 2–Motor 5–Motor 3–Motor 6–(Minus)
- zwei Gruppen zu drei Motoren:
  - (Plus)–Motor 1–Motor 4–Motor 2–(Minus)
  - (Plus)–Motor 3–Motor 5–Motor 6–(Minus)
- drei Gruppen zu zwei Motoren:
  - (Plus)–Motor 1–Motor 4–(Minus)
  - (Plus)–Motor 2–Motor 5–(Minus)
  - (Plus)–Motor 3–Motor 6–(Minus)

Die WAM-4-Lokomotiven wurden später so umgebaut, dass entweder alle Motoren immer parallel (6P-Variante) oder in drei Gruppen zu zwei Motoren (2S3P-Varianten) geschaltet waren. Einige WAM-4-Lokomotiven hatten vermutlich bereits ab Werk die 2S3P-Konfiguration, die für den Einsatz als Universallokomotive besser geeignet war, weil diese Lokomotiven eine größere Anfahrzugkraft entwickeln konnten. Mit zunehmendem Einsatz der WAM-4-Lokomotiven für den Personenverkehr wurde die Konfiguration mit allen Fahrmotoren in Parallelschaltung bevorzugt, da sie höhere Geschwindigkeiten erreichen konnte. Die WAM-4 konnten Züge mit bis zu 24 Reisezugwagen ziehen.
Die Lokomotiven waren ursprünglich für Mehrfachtraktion von bis zu vier Lokomotiven ausgerüstet. Die meisten Betriebswerke deaktivierten diese Funktion, nachdem die RDSO deren Verwendung bei über 100 km/h verboten hatte.

## Varianten
Es gab viele Varianten der Baureihe, da Betriebswerke ihre eigenen Verbesserungen und Änderungen an den Lokomotiven vornahmen. Obwohl die Baureihenbezeichnung auf eine Lokomotive für den Einsatz vor Güter- und Personenzüge hinweist, wurden die meisten WAM-4 im Personenverkehr eingesetzt. Die Kennbuchstaben DB und D zeigten Dual Brake ‚Doppelbremse‘ an, was hieß, dass die Lokomotive sowohl Züge mit Saugluftbremse, wie auch solche mit Druckluftbremse führen konnte. HS steht für High-Speed ‚Hochgeschwindigkeit‘, die Zeichenfolgen 2S3P und 6P beziehen sich auf die Fahrmotorschaltungen. 
Es gab folgende Varianten:
- WAM-4B und WAM-4G: Varianten für den Güterverkehr – G steht für Goods ‚Güter‘, die WAM-4B wurden später zu WAG-5B umgezeichnet und waren die Grundlage für die erfolgreiche WAG-5-Familie
- WAM-4D und WAM-4DB: Varianten, die auch Züge mit Druckluftbremse führen konnte
- WAM-4E: Variante ohne Saugluftbremse, die nur Züge mit Druckluftbremse führen konnte
- WAM-4H: Variante mit Hitachi-Fahrmotoren
- WAM-4P: Variante für Personenzüge – P steht für Passanger ‚Reisende‘
- WAM-4 2S3P: Variante mit drei Gruppen von zwei in Reihe geschalteten Fahrmotoren, verwendet für schnelle Expresszüge
- WAM-4 6P: Variante, bei der die sechs Fahrmotoren dauernd parallelgeschaltet waren, Getriebeübersetzung 1:2,76
- WAM-4 6PE: Variante mit Druckluftbremse und dauernder Parallelschaltung aller Fahrmotoren, Getriebeübersetzung 1:2,76
- WAM-4 6PDBHS: Variante, bei der die sechs Fahrmotoren dauernd parallelgeschaltet waren. Ausrüstung mit Dual Brake. Verwendet für schnelle Reisezüge – HS steht für High-Speed ‚Hochgeschwindigkeit‘, Getriebeübersetzung 1:2,76
- WAM-4P D: Variante für Reisezüge, ausgerüstet mit Dual Brake
- WAM-4P DB 6P und WAM-4 6P D: Variante für schnelle Expresszüge, ausgerüstet mit Dual Brake, die sechs Fahrmotoren sind dauernd parallelgeschalteten, Getriebeübersetzung 1:2,76
- WAM-4P DB 3P und WAM-4 2S-3P: Variante mit drei Gruppen von zwei in Reihe geschalteten Fahrmotoren und Dual Brake-Ausrüstung verwendet für schnelle Expresszüge

## Lackierung
Die WAM-4 Lokomotiven hatten viele Varianten von Lackierungen, weil jedes Betriebswerk seine eigene Lackierung verwendete. Bezüglich der Lackierung wurden auch Schönheitswettbewerbe zwischen den Betriebswerken ausgetragen. 

## Benannte Lokomotiven
Einige WAM-4-Lokomotiven trugen Namen:
| Klasse   | Loknummer | Betriebswerkstatt | Name              | Aktueller Status                                                                             | Quelle |
| -------- | --------- | ----------------- | ----------------- | -------------------------------------------------------------------------------------------- | ------ |
| WAM-4G   | 20401     | Bhilai (BIA)      | Rajatabha         | im August 2007 ausgemustert und verschrottet                                                 | [ 5 ]  |
| WAM-4    | 20420     | Vijayawada (BZA)  | Sukh Sagar Naveen | im Juni 2019 ausgemustert und verschrottet                                                   | [ 6 ]  |
| WAM-4P   | 20615     | Asansol (ASN)     | Surubhi           | im November 2011 ausgemustert und verschrottet                                               | [ 7 ]  |
| WAM-4 6P | 21320     | Arakkonam (AJJ)   | Garuda            | im Januar 2020 ausgemustert und beim Hauptsitz der Southwest Railway in Hubballi aufgestellt | [ 8 ]  |
| WAM-4    | 21380     | Asansol (ASN)     | Navchetna         | immer noch in untergeordneten Diensten im Einsatz (Stand Juli 2020)                          | [ 9 ]  |
| WAM-4 6P | 21399     | Bhusawal (BSL)    | Anant             | vor August 2019 ausgemustert und verschrottet                                                | [ 10 ] |

## Erhaltene Exemplare
Einige WAM-4-Lokomotiven werden von Indian Railways an verschiedenen Orten in Indien erhalten:
| Klasse   | Loknummer | Vorheriger Betriebswerkstatt | Name   | Lackierung                                                  | Standort | Referenzen    |
| -------- | --------- | ---------------------------- | ------ | ----------------------------------------------------------- | --- | ------------- |
| WAM-4 6P | 20400     | Bhilai (BIA)                 |        | Bhilai-Lackierung: creme-rot mit blauem Trennstreifen       | Steht in der Nähe des Bahnhofs Uslapur bei Bilaspur.▼ Wird im Electric Loco Training Center in Uslapur in der Nähe von Bilaspur verwendet, wurde zu ELTC-120 umnummeriert. | [ 12 ] [ 13 ] |
| WAM-4 P  | 20472     | Ghaziabad (GZB)              |        | Rot-creme-rot                                               | In Ghaziabad für Rangierarbeiten und untergeordnete Dienste eingesetzt. 2018 von Indian Railways zur Erhaltung vorgesehen.                                                 | [ 14 ]        |
| WAM-4    | 20484     | Bhusawal (BSL)               |        | Bhusawal-Lackierung: Creme-Orange mit orangem Dekorstreifen | im Deshbandhu Loco Park▼ in Chittaranjan (CLW) ausgestellt | [ 15 ] [ 16 ] |
| WAM-4 6P | 20601     | Jhansi (JHS)                 |        | Kastanienbraun mit cremefarbenem Band                       | 2018 von Indian Railways zur Erhaltung vorgesehen. | [ 17 ]        |
| WAM-4 6P | 21320     | Arakkonam (AJJ)              | Garuda | Rot-dunkelgrau-hellgrau mit weißer Linie                    | Hauptsitz der Southwest Railway in Hubballi▼ | [ 8 ]         |
| WAM-4B   | 21101     | Tatanagar (TATA)             |        | Braun-schwarz mit gelbem Streifen                           | vor dem Bahnhof Tatanagar▼ | [ 18 ] [ 19 ] |

## Betriebswerke mit WAM-4
Am 1. Mai 2020  waren noch 16 WAM-4 vorhanden, von denen acht überaltert und ausgemustert sind und die übrigen acht in minderwertigen Diensten eingesetzt waren. Die Lokomotiven waren wie folgt auf die Betriebswerkstätte aufgeteilt:
- Asansol (ASN): 3
- Ghaziabad (GZB): 1
- Ludhiana (LDH): 1
- Kanpur (CNB): 3
- Tatanagar (TATA): 4
- Bhilai (BIA): 4

## Bilder

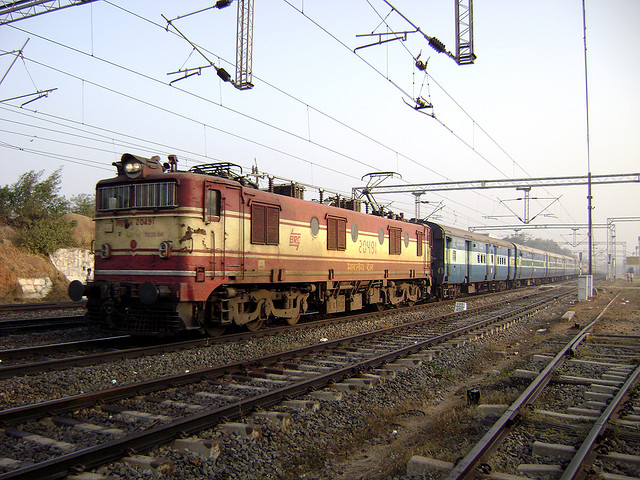
WAM-4 aus Vadodara (BRC)
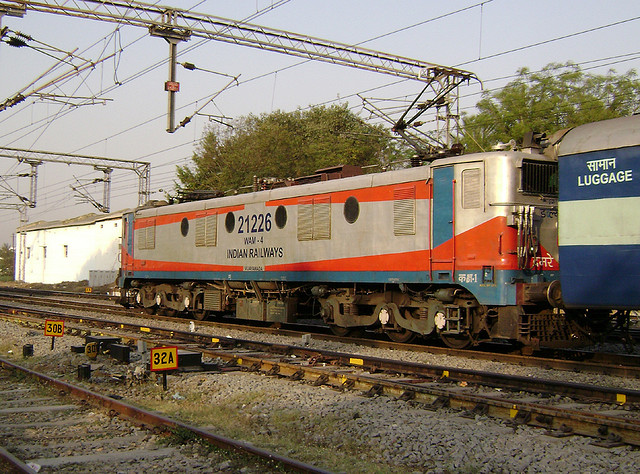
WAM-4 21226 aus Vishak (VSKP) im sogenannten Barbie-Puppen-Design
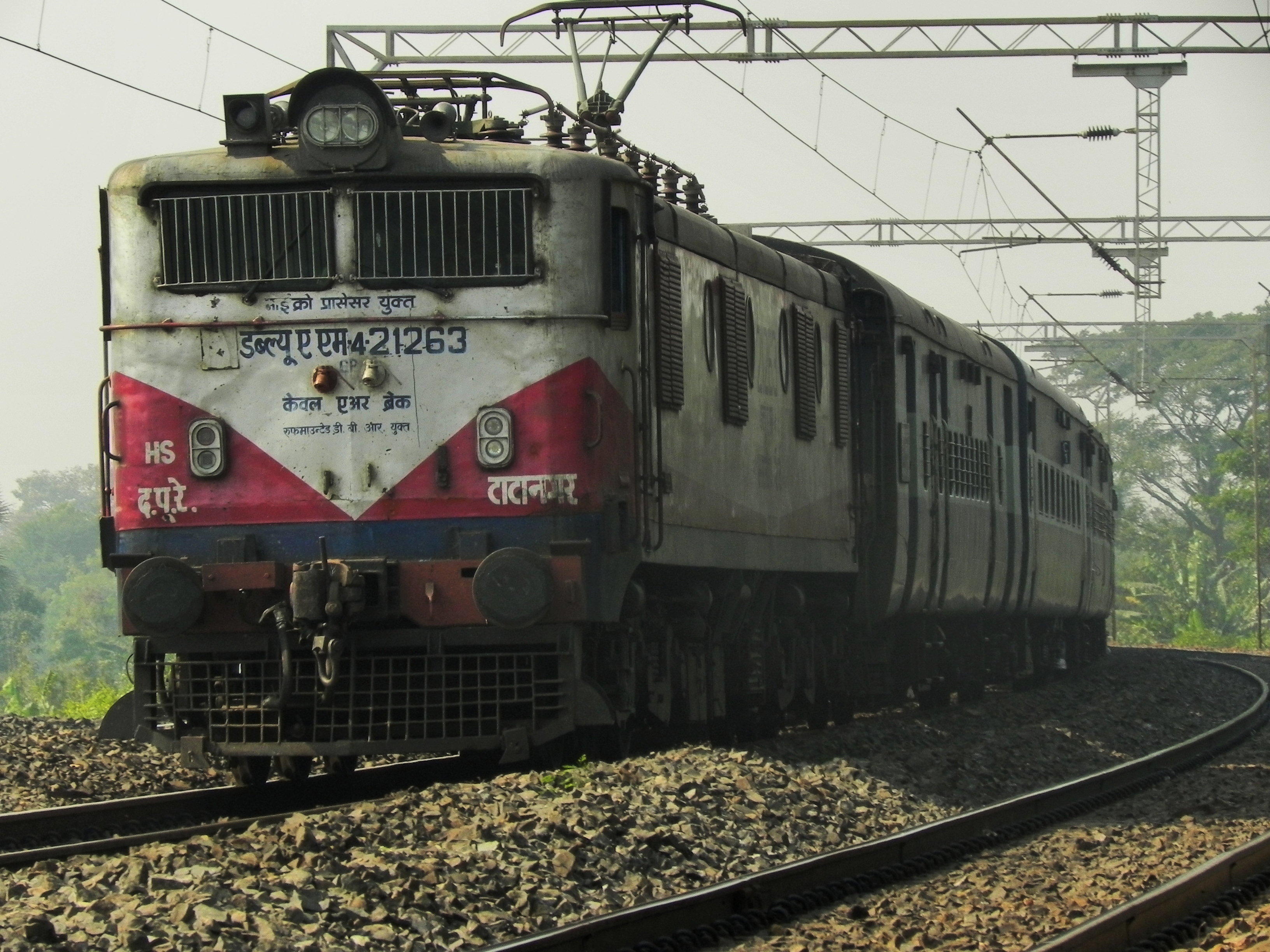
WAM-4 21263 aus Tatanagar (TATA) im Barbie-Puppen-Design
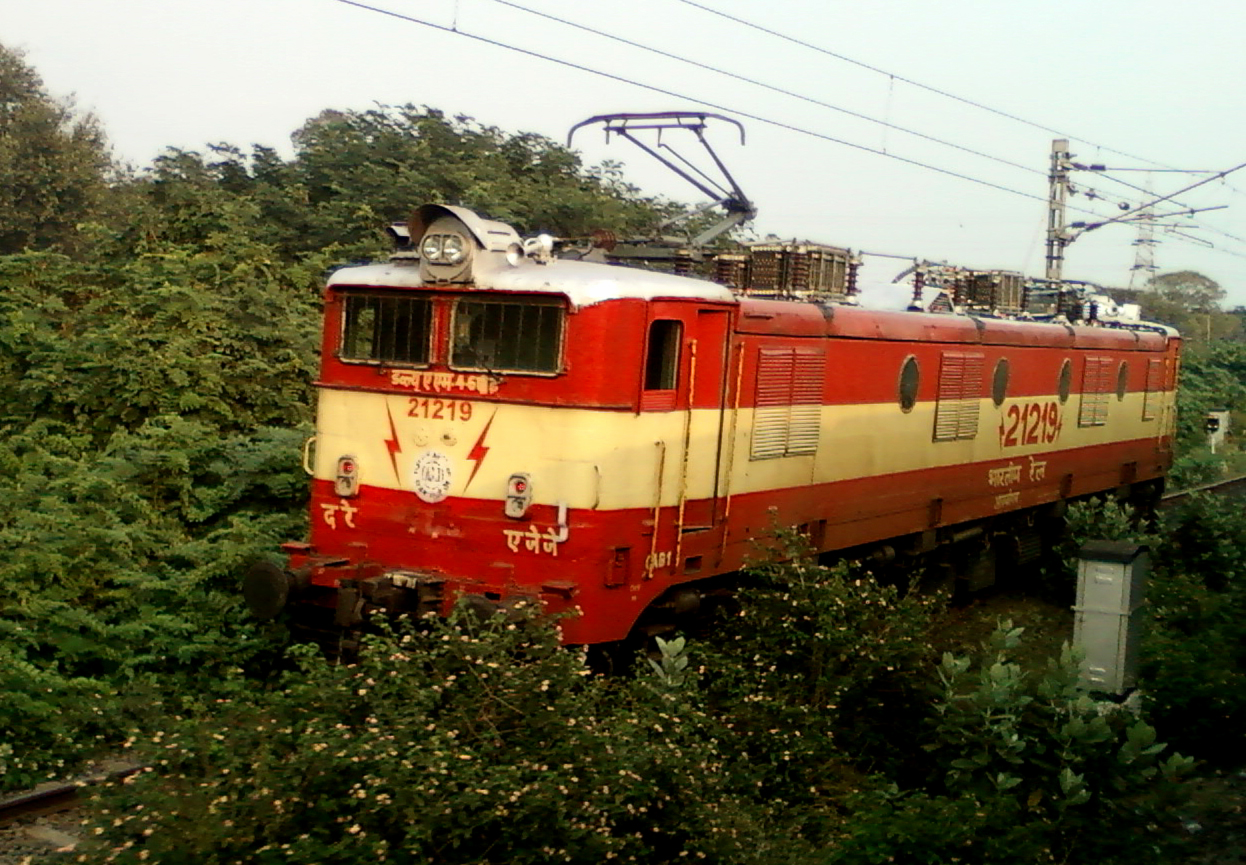
WAM-4P 21219 aus Arakkonam (AJJ)
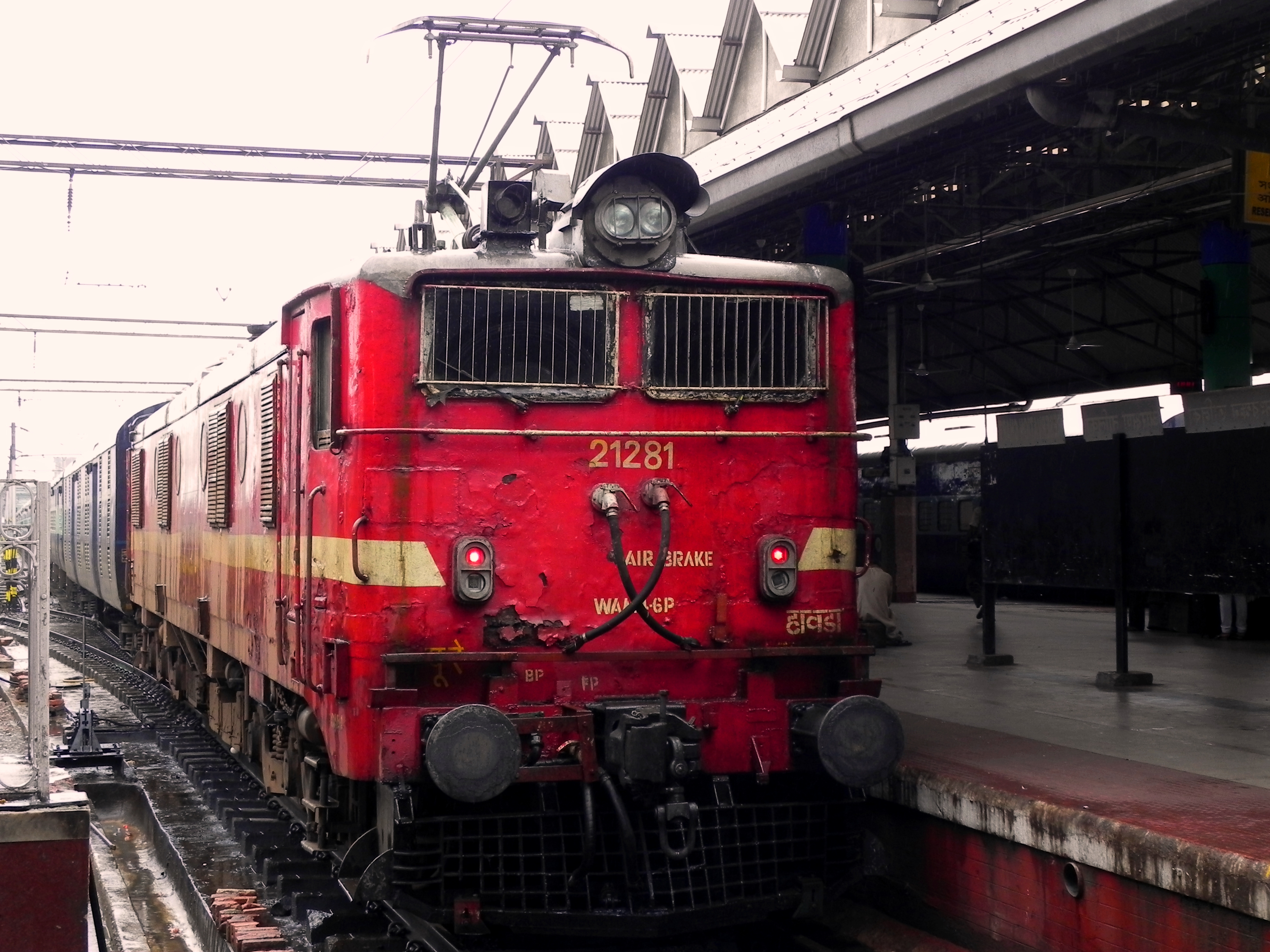
WAM-4 6P aus Howrah (HWH)
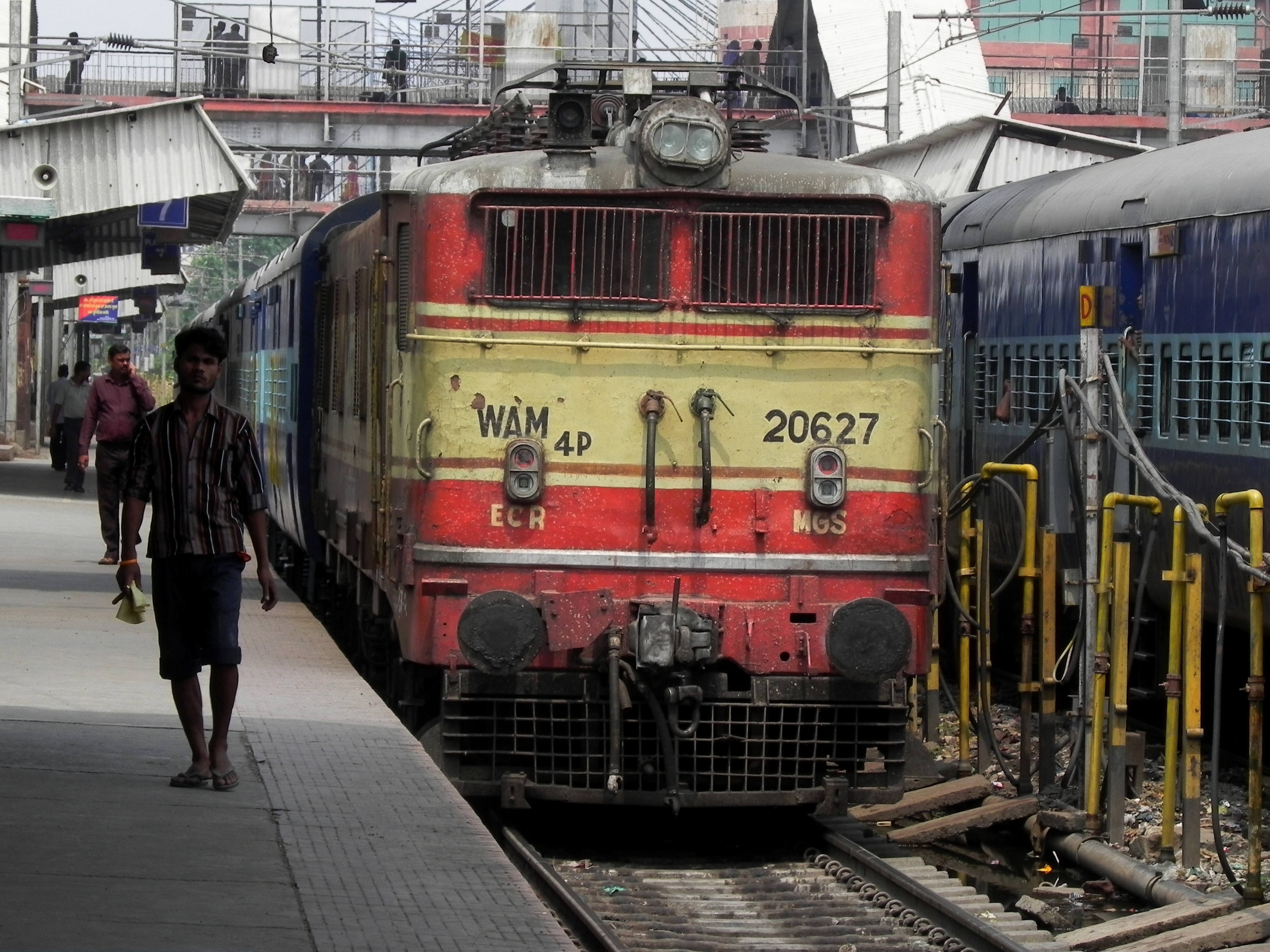
WAM-4P 20627 aus Mughalsarai (MGS)